# 中日ドラゴンズの応援団
中日ドラゴンズの応援団（ちゅうにちドラゴンズのおうえんだん）とは、プロ野球中日ドラゴンズを応援する応援団の事である。
2013年シーズンまでは全国中日ドラゴンズ私設応援団連合に加盟する団体が応援活動を行っていたが、2014年シーズン終盤以降は新たに設立された中日ドラゴンズ応援団が唯一の応援活動を行っている。

## 中日ドラゴンズ応援団
- 中日ドラゴンズ応援団（ちゅうにちドラゴンズおうえんだん）は2014年（平成26年）に設立された私設応援団である。
  - 2014年9月23日の対読売ジャイアンツ戦より中日主催試合（ナゴヤドーム）で応援活動を開始した。
  - 2015年より全国各地の球場で応援活動を行っている。

### 概要
- 2013年まで応援活動を行っていた団体の活動停止処分が下り[3][4]、応援団方式の応援がなくなったため、新たに球団が一般から公募した[1]17歳から47歳までの男女36人により「中日ドラゴンズ応援団」が設立され、2014年9月12日に結団式が行われた[2][5]。
- 結団からまもなく、エクトル・ルナの応援歌とその他選手向けの汎用曲、新チャンステーマが作られた。その後2014年内に谷繁元信、和田一浩の新曲が作られ、オフのイベントにて披露された。
- 2015年(平成27年)シーズンより本格的に活動を開始。未発表だった選手の個別応援歌を複数発表した。旧応援団によって歌われた応援歌はほぼ全て変更されたが、「燃えよドラゴンズ!」の歌唱だけは継承された。
- 2023年(令和5年)のオープン戦から鳴り物応援と声出し応援が解禁されることを祝して、前年に中日ドラゴンズから戦力外通告を受けて引退した滝野要とYoutubeでコラボした。なお、その動画は滝野のチャンネルで公開されている。[6][7]
- 2023年(令和5年)2月25日に新型コロナウイルス感染症拡大防止のための規制の1つとして禁止であった鳴り物応援と声出し応援の解禁の際に、中日ドラゴンズの公式Youtubeが応援団に密着した。[8]

## 全国中日ドラゴンズ私設応援団連合
一般社団法人全国中日ドラゴンズ私設応援団連合（いっぱんしゃだんほうじん ぜんこくちゅうにちドラゴンズしせつおうえんだんれんごう）は、過去に活動していた私設応援団連合である。1996年に発足した。
- 2008年（平成20年）プロ野球暴力団等排除対策協議会にて特別応援許可申請が許可されず、一部の団体が活動停止となった。
- 2014年（平成26年）プロ野球暴力団等排除対策協議会にて特別応援許可申請が許可されず、全団体が活動停止となった。

### 加盟団体
- ナゴヤドラゴンズ会（なごやどらごんずかい）は名古屋を拠点としていた団体である。1985年から2013年まで活動していた。
- ドラゴンズ愛好会（どらごんずあいこうかい）は名古屋を拠点としていた団体である。1974年から2013年まで活動していた。
- 名古屋龍会（なごやたつるかい）は名古屋を拠点としていた団体である。1988年から2013年まで活動していた。
- 北陸ドラゴンズ応援団（ほくりくどらごんずおうえんだん）は北陸地方を拠点としていた団体である。1981年から2013年まで活動していた[9]。
- 名古屋白龍會（なごやはくりゅうかい）は、名古屋を拠点としていた団体である。2004年から2007年まで活動していた。
- 全国竜心連合（ぜんこくりゅうしんれんごう）は、各地に支部があり、全国各地の球場で応援活動を行なっていた私設応援団連合である。1991年に発足し、2007年まで活動していた。
  - 竜心会総本部は、中部地方を中心に活動していた。
  - 札幌竜心会は、2007年（平成19年）シーズンまでは「札幌龍朋会」という団体名で札幌ドームを中心に活動していた。2008年（平成20年）から当連合に加盟したが、札幌竜心会としての活動は一度も無かった。
  - 仙台竜心会は、2008年（平成20年）から当連合に加盟したが、仙台竜心会としての活動は一度も無かった。
  - 東京竜心会は、東京ドーム、明治神宮野球場、横浜スタジアムなど関東地方を中心に全国で活動していた。
  - 岐阜竜心会は、長良川球場など、東海・北陸地方を中心に活動していた。
  - 名古屋竜心会は、ナゴヤドームなど中部地方を中心に活動していた。
  - 関西竜心会は、阪神甲子園球場や大阪ドームなど近畿地方を中心に活動していた。
  - 広島竜心会は、初代の広島市民球場など中国・四国及び九州地方を中心に活動していた。
  - 東京酔龍会は、東京ドーム、明治神宮野球場、横浜スタジアムなど関東地方を中心に全国で活動していた。2001年限りに解散し東京竜心会に吸収された。

### 応援許可及び裁判に関して
- 2008年（平成20年）3月、日本野球機構（NPB）と12球団などで組織されるプロ野球暴力団等排除対策協議会が、私設応援団の名古屋白龍会と、全国竜心連合傘下7団体の計8団体に対し、鳴り物を使った組織的応援の禁止などを通告した[10]。
- 同年6月19日　名古屋地方裁判所に12球団及びNPBに対して提訴した。
- 2010年（平成22年）1月28日　第一審判決　名古屋白龍會への販売拒否指定は無効、特別応援許可の発行基準は主催者の裁量との判決が下された[11]。
- 同年2月4日 協議会及びNPBによる許可4団体を含む連合加盟の全団体を対象とする合同審査にて、名古屋白龍會は再び「排除」処分が下され、全国竜心連合と名古屋白龍會への応援許可は下りなかった。
- 2011年（平成23年）2月17日　名古屋高等裁判所にて、第一審の白龍會の入場禁止は違法という部分も退けられ、NPB側が全面勝訴した。[12][13][14]
- 2013年（平成25年）2月14日 最高裁判所は原告の応援団体側の上告を棄却し、NPB側の勝訴が確定[15]。

## その他の応援団
- 東京中日会 - 平成26年度の特別応援許可が神宮球場に限り許可された団体[16]。

## かつて存在した応援団
- 全国闘竜会連合 
  - 名古屋闘竜会
  - 関西闘竜会
  - 東京闘竜会
- 名古屋飛竜会
- 関東飛竜会
- 名古屋桃竜組
- 名古屋竜魂会
- 関西竜魂会
- 翔竜会
- 東京酔龍会 -2001年限りで竜心会に吸収され解散
- 東京龍斗会- 1998年解散
- 関東狂龍会- 1982年設立　2004年解散
- 広島どら軍団 -2002年解散
- 宇野勝後援会
- 朝ドラ応援団 - ラジオ朝市（CBCラジオ）のパーソナリティである新間正次が団長を務めた応援団。新間の参院選立候補以降は活動休止した。
- 関西激龍会- 2004年解散
- 浜松愛好クラブ- 2004年解散
- 関東激龍会
- 関西龍道会
- 東京國龍會
- 東京ドラゴンズ会
- 東京中日会　（神宮球場内野席専用の応援団）
- 広島中日会 -2002年解散
- 関西中日会
- 関西ドラゴンズ会
- 関西狂龍会
- 関西龍会
- 神戸愛竜会
- 東京宇野勝後援会
- 北陸ドラキチ会
- 関東平沼会
- 東京若竜会
- 東京宮下後援会
- 中村武志東京後援会